# 2021 en volley-ball
Cet article présente les faits marquants de l'année 2021 en volley-ball.

## Évènements

### Championnats
- Championnat de France masculin de volley-ball 2020-2021
- Championnat de France d'Élite féminine de volley-ball 2020-2021